# Sjeverni Horasan
Sjeverni Horasan (perz. خراسان شمالی; Horāsān-e Ŝomāli, punim imenom استان خراسان شمالی; Ostān-e Horāsān-e Ŝomāli) je jedna od 31 iranske pokrajine. Smještena je na sjeveroistoku zemlje, a omeđena je Razavi Horasanom na istoku i jugoistoku, Semnanskom pokrajinom na jugozapadu, Golestanom na zapadu, te suverenom državom Turkmenistan na sjeveru. Sjeverni Horasan ima površinu od 28.434 km², a prema popisu stanovništva iz 2006. godine u pokrajini je živjelo 811.572 stanovnika. Sjedište Sjevernog Horasana je grad Bodžnurd.

## Upravna podjela
Pokrajina Sjeverni Horasan službeno je nastala 2004. godine podjelom stare pokrajine Horasan na Sjeverni i Južni Horasan koji su imenovani prema stranama svijeta, te Razavi Horasan koji je nazvan prema šijitskom imamu Rezi. Sjedište pokrajine Bodžnurd nalazi se oko 560 km istočno od glavnog grada Teherana, odnosno oko 240 km sjeverozapadno od Mašhada koji je bio sjedištem bivše pokrajine Horasan. Sjeverni Horasan je prvotno bio podjeljen na 6 okruga i 18 općina u kojima je bilo ukupno 68 naselja (20 gradova i 48 seoskih aglomeracija), no 2006. godine broj okruga porastao je na sedam:
| Br. | Okrug                    | Sjedište  | Stanovništvo |
| --- | ------------------------ | --------- | ------------ |
| 1.  | Bodžnurdski okrug        | Bodžnurd  | 322.309      |
| 2.  | Širvanski okrug          | Širvan    | 152.493      |
| 3.  | Farudžanski okrug        | Farudž    | 48.743       |
| 4.  | Isfarajenski okrug       | Isfarajen | 119.152      |
| 5.  | Džadžromski okrug        | Džadžrom  | 57.349       |
| 6.  | Mansko-samalkanski okrug | Ašhana    | 91.884       |
| 7.  | Garmski okrug            | Garme     | 19.642       |

## Zemljopis
Pokrajina zauzima približno 1,75% ukupne površine Irana i spada među manje pokrajina u zemlji. Sjeverni Horasan ima važan strateški položaj s obzirom na to da se u širem smislu nalazi na granici središnje i južne Azije, dok je u užem smislu smješten uz turkmenistansku granicu nedaleko od koje se nalazi i Ašgabat, glavni grad Turkmenistana. Zahvaljujući tim zemljopisnim čimbenicima šira regija Horasana bila je važnom stanicom na Putu svile koji je spajao Daleki Istok sa Zapadnim svijetom.
Reljef pokrajine okvirno se može podijeliti na planinski sjever s plodnim dolinama, te ravničarske krajeve na jugu pogodne za poljoprivredu i stočarstvo. Dijelove sjevernih područja također karakteriziraju suptropske stepe u kojima su smješteni najveći gradovi pokrajine: Bodžnurd, Širvan, Isfarajin i Ašhana. Sjeverni Horasan je na sjeveru i jugu omeđen dvjema planinama (Kopet-Dag i Džagataj) koje su nastavak planinskog masiva Alborz i pružaju se u smjeru sjeverozapad-jugoistok odnosno istok-zapad. Najviša točka pokrajine je vrh planine Kopet-Dag (3191 m), a najnižom se smatra nizinsko područje na jugu. Najveća rijeka u pokrajini je Karsu koja izvire u gorju Aladaka, proteže se dolinom Isfarajina i konačno se ulijeva u rijeku Kalšur (južno od Sabzevara u Razavi Horasanu).

## Povijest
Najvažniji događaj u povijesni pokrajine jest masovna seoba iranskih naroda iz središnje Azije prema jugu u drugoj polovici 2. tisućljeća pr. Kr. s obzirom na to da ta etnička porodica i dan danas čini većinu stanovništva pokrajine odnosno šire regije. Navedeni događaji opisani su u zoroastrijskoj zbirci Aveste odnosno legendama iz Firdusijeve „Šahname”, a brojni povjesničari smatraju da je na širem području Horasana živio i sam Zarathuštra. U starom vijeku u regiji je bio rasprostranjen avestički jezik, a njen teritorij približno se podudara s drevnom Partijom, satrapijom ahemenidskog i sasanidskog Perzijskog Carstva.
Regija Horasan je od najranije povijesti bila poprištem brojnih oružanih okršaja. Još u starom vijeku vođene su žestoke borbe između iranskih dinastija Medijaca, Ahemenida, Parta i Sasanida protiv skitskih odnosno kasnije i turkijskih plemena, dok je u srednjem vijeku predstavljao i „vrata” prema jugozapadnoj Aziji brojnim ratničkim nomadima iz središnje Azije kao što su bili Seldžuci i Mongoli. Drevni zemljopisci dijelili su Veliki Iran na sedam regija među kojima je Horasan bio teritorijalno najveći. Tijekom vladavine islamskog abasidskog kalifata regija Horasan bila je podjeljena na četiri dijela prema pripadajućim najvećim gradovima Heratu, Marvu, Balhu i Nišapuru koji se nalazi u današnjem Razavi Horasanu. Dvostoljetnu arapsku dominaciju u Horasanu prekida iranska dinastija Tahirida, a nakon njih vladaju iranski Safaridi i Samanidi. Usponom Gaznavida krajem 10. stoljeća započinje razdoblje turijsko-iranskih dinastija među koje se ubrajaju Seldžuci i Horezmijci. Tijekom 13. i 14. stoljeća regijom haraju agresivne mongolske horde Džingis-kana i Timura koje su opustošile brojne iranske gradove, a ponovno nacionalno ujedinjenje nastupa 1500. godine usponom Safavida. Iduća četiri stoljeća Horasan će prvo obilježiti ratovi između iranskih dinastija Safavida i Afšarida protiv Uzbeka, a zatim i obračuni imperijalnih sila Irana, Ruskog i Britanskog Carstva, te lokalnih afganskih dinastija koji su rezultirali podjelom regije.

## Znamenitosti
| Zaštićena područja: - Nacionalni park Sarigul - Park prirode Salug - Šume Sarani - Dolina Bazhana Utvrde i dvorci: - Hasanabad - Gaisar - Solak - Fagatdiz Izvori: - Baba Aman - Beš Gardaš („Petero braće”) - Ajub | Špilje: - Noširvan - Ibadatga - Bidag - Konigarm - Kondžikuh - Armadlu - Sajid Sadig Spomenici: - Grobnica Šejha Alija Isfarajina - Staklena kuća Mofaham iz kadžarskog razdoblja - Mauzolej Babe Tavakola - Imamzada Sultana Sejida Abasa |

- Izvori Beš Gardaš u okolici Bodžnurda
- Beš Gardaš
- Izvori Baba Aman

## Gospodarstvo
Relativna zemljopisna izoliranost od ostatka zemlje, tradicionalni način života i plodna tla učinili su poljoprivredu najvažnijim segmentom u gospodarstvu Sjevernog Horasana. U industrijski sektor spada proizvodnja cementa, hrane, tekstila, drva, pijeska, bakra, metala, rukotvorina, sagova, keramike, itd. Pokrajina i njena šira regija slavni su u svijetu po dragom kamenju. Prema službenim podacima iz 2004. godine, Sjeverni Horasan doprinosi gospodarstvu Irana udjelom od 0,6% ukupnog državnog BDP-a što ga uz Čahar-Mahal i Bahtijari čini pretposljednjom pokrajinom (nakon Južnog Horasana). Stopa nezaposlenosti u pokrajini iste je godine bila 5,9%. 

## Promet
Pokrajina je sa susjednim državama i ostalim dijelovima Irana prometno povezana brzim cestama i regionalnom zračnom lukom u Bodžnurdu. Najznačajnija je brza cesta br. 22. koja se skroz središnji dio Sjevernog Horasana pruža u smjeru istok-zapad ukupnom dužinom od 1327 km; počinje u gradu Sarahs (Razavi Horasan), a nadovezuje na kaspijsko priobalje sve do Ardabilske pokrajine na sjeverozapadu Irana.

## Stanovništvo
Turbuletna politička povijest šire regije Horasana i strateški smještaj na trgovačkom zemljovidu svijeta uvjetovali su stvaranje široke lepeze etničkih skupina u Razavi Horasanu. Golemu većinu stanovništva pokrajine čine Perzijanci i ostali iranski narodi poput Kurda, Beludža i Lura, no postoji i znatan broj Turaka, Turkmena, Arapa, Židova, Roma i Mongola. Iranski narodi prva su očuvana etnojezična porodica koja je naselila regiju još u drugoj polovici 2. tisućljeća pr. Kr. i činili su apsolutnu većinu stanovništva sve do početka 2. tisućljeća odnosno provala turkijskih i mongolskih plemena, no unatoč smanjenju ukupnog postotka i dan danas čine etničku većinu. Arapska manjina vuče podrijetlo od vojnika iz vremena kalifata koji su bili stacionirani u Nišapuru, priljev turkijskih naroda počinje širenjem Seldžuka u 11. stoljeću, a manja mongolska plemena naseljavaju se prilikom osvajanja Džingis-kana i Timura. Početak druge polovice 2. tisućljeća obilježavaju i provale turkijskih Uzbeka i Turkmena, a kao odgovor na iste iranski safavidski vladari naseljavaju tisuće Kurda kako bi pridonijeli obrani zemlje. Manje zajednice Židova i Roma rezultat su trgovačkih karavana koje su prolazile Putom svile. 
Šijitski muslimani čine najveću vjersku skupinu u pokrajini, dok u manjine spadaju beludžijske zajednice sunita, te nekoliko stotina zoroastrijanaca i kršćana. Osim perzijskog jezika koji je najrasprostranjeniji, među ostale značajnije jezike spadaju kurdski, horasanski turski i turkmenski.
| Statistika (2006.) | Urbano:          | Ruralno:         | Nomadsko:    | Ukupno:        |
| Domaćinstva:       | 98.127 (49,1%)   | 100.760 (50,42%) | 963 (0,48%)  | 199.850 (100%) |
| Stanovništvo:      | 392.458 (48,36%) | 414.365 (51,05%) | 4749 (0,59%) | 811.572 (100%) |

Prema popisu stanovništva iz 2006. godine u pokrajini Sjeverni Horasan živjelo je 811.572 stanovnika raspoređenih na 199.850 domaćinstava, postotak urbanog stanovništva iznosio je približno 50%, a dokumentiran je i mali broj od oko 4749 turkijskih nomada. Među ukupno 20 gradova u Sjevernom Horasanu pet najvećih bili su: sjedište Bodžnurd (176.726), Širvan (82.000), Isfarajin (51.000), Ašhana (18.000) i Farudž (10.000).

## Obrazovanje
U Sjevernom Horasanu djeluje nekoliko ustanova za više ili visoko obrazovanje na kojima studira oko 13 tisuća studenata:
- Sveučilište u Bodžnurdu  Arhivirana inačica izvorne stranice od 18. veljače 2011. (Wayback Machine)
- Islamsko slobodno sveučilište u Širvanu  Arhivirana inačica izvorne stranice od 4. listopada 2007. (Wayback Machine)
- Islamsko slobodno sveučilište u Bodžnurdu
- Hakimanov institut humanističkih znanosti
- Medicinsko sveučilište u Bodžnurdu
- Sveučilište Pajam Nur u Bodžnurdu
- Učiteljska akademija u Bodžnurdu

## Poveznice
- Veliki Horasan
- Razavi Horasan